# Romeu Pellicciari
Romeu Pellicciari (* 26. März 1911 in Jundiaí, SP; † 15. Juli 1971 in São Paulo) war ein brasilianischer Fußballspieler.

## Karriere
Romeu spielte im Zuge seiner Laufbahn vorwiegend für den Fluminense FC, für den er in 200 Spielen 91 Tore geschossen haben soll, sowie dem SE Palmeiras, für den er in 165 Spielen 106 Tore erzielt haben soll. Hier wird er von den Fans in Ehren gehalten, weil er am 5. November 1933 beim 8:0-Sieg über den Stadtrivalen SC Corinthians (Derby Paulista) vier Tore erzielte.

## Nationalmannschaft
Seine ersten Kontakt mit der Nationalmannschaft hatte er in einem Freundschaftsspiel gegen diese. Am 16. Dezember 1934 spielte er als Mannschaftsmitglied von Palmeiras São Paulo gegen die Auswahl Brasiliens. Beim 4:1 Endstand für Brasilien erzielte er das Tor für seine Mannschaft.
In der Nationalmannschaft hatte Romeu seinen ersten Einsatz bei der Fußball-Weltmeisterschaft 1938. Seine drei Tore für die Auswahl erzielte er alle im Zuge dieser Fußball-Weltmeisterschaft. Weitere Einsätze folgten bei der Copa Roca 1939 und 1940 sowie dem Copa Rio Branco.

## Erfolge
Palmeiras
- Staatsmeisterschaft von São Paulo: 1932, 1933, 1934, 1942
- Torneio Rio-São Paulo: 1933

Fluminense
- Staatsmeisterschaft von Rio de Janeiro: 1936, 1937, 1938, 1940, 1941
- Taça da Prefeitura do Distrito Federal: 1938
- Torneio Início do Campeonato Carioca: 1940, 1941
- Torneio Extra do Rio de Janeiro: 1941

## Trivia
Im zu Ehren wurde in seiner Heimatstadt Jundiaí eine Straße nach ihm benannt.